# Мюсон
Мюсо́н (фр. Musson, валлон. Grand Mson / Mson, пикард. Mson, люкс. Ëmsong, нем. Emsong) — коммуна в Валлонии, расположенная в провинции Люксембург, округ Виртон, на границе с Францией. Принадлежит Французскому языковому сообществу Бельгии. На площади 34,81 км² проживают 4174 человека (плотность населения — 120 чел./км²), из которых 48,35 % — мужчины и 51,65 % — женщины. Средний годовой доход на душу населения в 2003 году составлял 12 043 евро.
Почтовый код: 6750. Телефонный код: 063.